# کریستین میچل
کریستین میچل معاون جدید رئیس‌جمهور برای مشارکت مدنی در دانشگاه شیکاگو است. او در حال حاضر به عنوان معاون فرماندار ایلینویز فرماندار جی بی پریتزکر خدمت می‌کند. قبل از تصدی این سمت، میچل از سال ۲۰۱۳ تا ۲۰۱۹ نماینده ناحیه ۲۶ ایلینویز به عنوان نماینده ایالتی بود. او همچنین به عنوان مدیر اجرایی حزب دموکرات ایلینوی در چرخه انتخابات ۲۰۱۸ خدمت کرد و اولین آفریقایی-آمریکایی بود که این سمت را به دست آورد.
میچل کار خود را به عنوان یک سازمان دهنده جامعه آغاز کرد و با کلیساهای جنوب شیکاگو کار می‌کرد و مشاور بسیاری از رهبران سیاسی اصلاح طلب است.